# August von Stockhausen
Pour les articles homonymes, voir Stockhausen.
August Wilhelm Ernst Stockhausen, depuis 1798 von Stockhausen (né le 19 février 1793 à Berlin et mort le 31 mars 1861 dans la même ville) est un lieutenant général prussien et ministre prussien de la Guerre de 1850 à 1851.

## Biographie

### Origine
Il est le cinquième enfant du lieutenant-colonel Christian Ludwig (von) Stockhausen (1746-1820) de la famille noble de Thuringe Stockhausen (de), élevé à la noblesse prussienne en 1798, et de sa femme Johanna Susanne Friederike, née Lütcke (1761-1840).

### Carrière militaire
Stockhausen s'engage en juillet 1804 comme junker dans le régiment de chasseurs à pied de l'armée prussienne. Il participe à la bataille d'Iéna en 1806, est capturé et emmené à Berlin dans l'état-major de Napoléon, où il est remis à sa mère. Promu sous-lieutenant le 1er janvier 1808, Stockhausen rejoint le bataillon de chasseurs à pied de la Garde (de) fin décembre de la même année. Pendant la campagne d'Allemagne en 1813/14, Stockhausen prend part aux batailles de Lützen, Bautzen et Paris. Promu entre-temps premier lieutenant, il reçoit la croix de fer de 2e classe pour ses performances lors de la bataille de Königstein le 5 avril 1814. Après l'accord de paix, il devient capitaine et commandant de compagnie à la mi-mars 1816 et est promu le 13 mars 1824 major. À ce titre, il est muté à l'état-major général fin mars 1830.
Entre 1840 et 1842, il est chef d'état-major du corps de la Garde, alors commandé par le prince Guillaume. En 1845, il est promu général de division. Peu de temps après, il devient inspecteur des garnisons des forts fédéraux. En 1848, il reçoit initialement le commandement de la 9e brigade d'infanterie à Posen. Avant même de pouvoir occuper ce poste, il devient chef d'état-major des troupes du général Frédéric von Wrangel pendant la première guerre de Schleswig. Lorsque Stockhausen est arrivé aux troupes, les unités danoises se sont déjà repliées sur les îles.
En juillet 1848, il est nommé commandant de la 1re division d'infanterie à Königsberg. Cependant, il aspire lui-même à devenir ministre de la guerre et tente de se promouvoir à Berlin. N'ayant pas réussi, il demande à être mis à la retraite. Cela est approuvé avec l'attribution du personnage en tant que lieutenant général avec pension.
De plus, il y a des forces politiques qui veulent voir Stockhausen comme ministre de la guerre. C'est l'une des raisons pour lesquelles Stockhausen est élu à la seconde chambre du parlement de l'État prussien. Il est député du Parlement de 1849 jusqu'à ce qu'il démissionne de son mandat le 9 nmai 1849. Il y apparitent à l'extrême droite, sans se rattacher à un groupe politique.
Après la démission de Karl Adolf von Strotha le 27 février 1850, il est nommé ministre de la Guerre. Parfois, Stockhausen a également des espoirs pour le poste de ministre-président. Cependant, il y a des différences personnelles et factuelles avec le roi Frédéric-Guillaume IV. Personnellement, il accuse Stockhausen d'être un « ennemi du piétisme » et donc du christianisme. Stockhausen, comme son prédécesseur, est d'avis que les ordres du cabinet royal relatifs aux questions de personnel telles que les promotions doivent être constitutionnellement contresignés par le ministre de la Guerre.
Après que Joseph von Radowitz est nommé ministre des Affaires étrangères, Stockhausen tente d'empêcher une guerre imminente avec l'Autriche. Il est faussement accusé d'avoir délibérément retardé les préparatifs. Les relations avec le roi restent tendues et Stockhausen demande à plusieurs reprises sa libération. Le roi retarde cela parce qu'il n'y a pas de candidat de remplacement approprié. Lorsque Stockhausen refuse de représenter des salaires plus élevés pour les officiers de certains régiments de la Garde au Parlement, il est renvoyé le 31 décembre 1851. Il occupe ensuite le poste de président de la Commission générale des ordres jusqu'en 1853. Stockhausen est également député de la première chambre du parlement en 1852/53.
Après sa mort, il est enterré au cimetière des Invalides de Berlin.

### Famille
Stockhausen se marie le 18 novembre 1824 à Angelroda avec Emilie Charlotte Sophie von Witzleben (de) (née le 21 février 1788 à Quedlinbourg et mort le 4 mai 1858 à Berlin), une fille du général de division Heinrich Günther von Witzleben (de). Le mariage reste sans enfant.